# Kirina Ferenc
Kirina Ferenc (Szentmárton, Győr vármegye, 1732. szeptember 12. – ?) Jézus-társasági áldozópap és tanár.

## Élete
16 éves korában lépett a rendbe és a 4. fogadalom letétele után Nagyszombatban a rendház növendékeit a humaniorákban oktatta. A rend feloszlatása (1773) után Győregyházmegyei pap és győri akadémiai hitszónok volt.

## Munkái
- Eucharisticon Benedicto Sajgóro Archi Abbati vota Deo secundum profitenti. Tyrnaviae, 1767 (elegia)
- In natalem M. Theresiae Augustae Elegia nomine Convictus S. Adalberti, Uo. 1769
- Genethliacon, quod ill. dni Chrysostomi Novák archi-abbatis S. Montis Pannoniae cecinit die V. Aprilis 1803. Budae